# Flosi Þórðarson
Flosi brennu Þórðarson (Thordharson, apodado el Incendiario, n. 965) fue un caudillo vikingo de Islandia en el siglo X, patriarca del clan de los Svínfellingar y un personaje histórico de la saga de Njál. Según la saga, su padre fue Þórður Össursson y la estirpe de su madre procedía de una línea real de Rogaland que se remonta hasta los tiempos de Hjörleifur kvennsami Hjörsson. Estaba casado con Steinvor, una de las hijas de Síðu-Hallur.
Flosi encabezó un ataque a la hacienda de Njáll Þorgeirsson en Bergþórshvoll, pues existía una fuerte rivalidad entre clanes con deudas de sangre tras el asesinato de Thrain Sigfusson y, sobre todo, Hoskuld Thrainsson sobre el que pesaba un juramento de venganza desde su infancia, y quemó a Njáll Þorgeirsson entre otros dentro de su hacienda pues decidieron no rendirse. Entre los fallecidos estaba Thord Karason hijo del vikingo Kári Sölmundarson e íntimo amigo del hijo de Njál, Skarphedin Njalsson. Este ataque desembocaría en una venganza larga y cruenta, uno de los episodios más sangrientos de los que se conocen por las sagas nórdicas.
Acompañado por Bjarni Brodd-Helgason, Flosi intentó conseguir suficientes apoyos entre algunos goði, consiguiendo importantes aliados entre los Reykdælir, Öxfirðingar y Ljósvetningar pero el Althing islandés le condenó en 1012 a un destierro de tres años por la quema de la familia de Njál, el resto de incendiarios que le acompañaban fueron exiliados de por vida y desposeídos de sus bienes.
Flosi no aparece como villano en la saga, simplemente cumple su papel conforme el código de honor en la sociedad vikinga, entre ellas la venganza. Discute a sus aliados las alternativas ajenas al código que supongan vergüenza, traición o cobardía y sobre todo admira a Kári porque es un ejemplo de guerrero fiel a su convicción; en cada ocasión que Kári elimina a incendiarios, Flosi tiene siempre una frase de alabanza para él, pues Kári estaba en su derecho de renunciar a un wergeld o compensación por las muertes y exigir a cambio la muerte de los culpables:
«Hay pocos hombres como Kári, me gustaría ser como él en mente y carácter».
«No hay hombre vivo en Islandia equiparable a Kári».
«Kári no ha hecho eso sin razón; él no aceptó una compensación [wergeld] con nosotros. Hizo lo que por derecho debía hacer».
La reconciliación fue posible años más tarde entre dos hombres de honor que cumplieron su cometido de forma honorable conforme los cánones de la época. Lo último que se supo de Flosi es que llegó a una edad avanzada, embarcó en una nave que en opinión de terceros no estaba en condiciones de navegar, pero según Flosi era suficiente para un hombre anciano a puertas de la muerte. No se le volvió a ver.
Como personaje histórico aparece también en la saga Flóamanna, y saga Ljósvetninga.